# Смилгявичюс, Йонас
Йонас Смилгявичюс (лит. Jonas Smilgevičius; 12 февраля 1870, Плунгеский район — 27 сентября 1942, Каунас) — литовский экономист и политик, подписант Акта о независимости Литвы от 16 февраля 1918 года.

## Биография
Учился в гимназиях Митавы и Лиепаи, позднее изучал экономику в университетах Кенигсберга и Берлина. Степень магистра получил в Берлине в 1899 году.
После возвращения в Российскую империю три года работал в Министерстве сельского хозяйства в Петербурге, позже жил в Варшаве и Вильнюсе, где основал фирму «Vilija», которая производила орудия для сельского хозяйства.
В 1917 г. участвовал в организации Вильнюсской конференции, после чего был избран в Литовскую Тарибу. 16 февраля 1918 подписал Акт о независимости Литвы, войдя в число 20 подписантов акта о литовской независимости.